# Jacek Kleyff

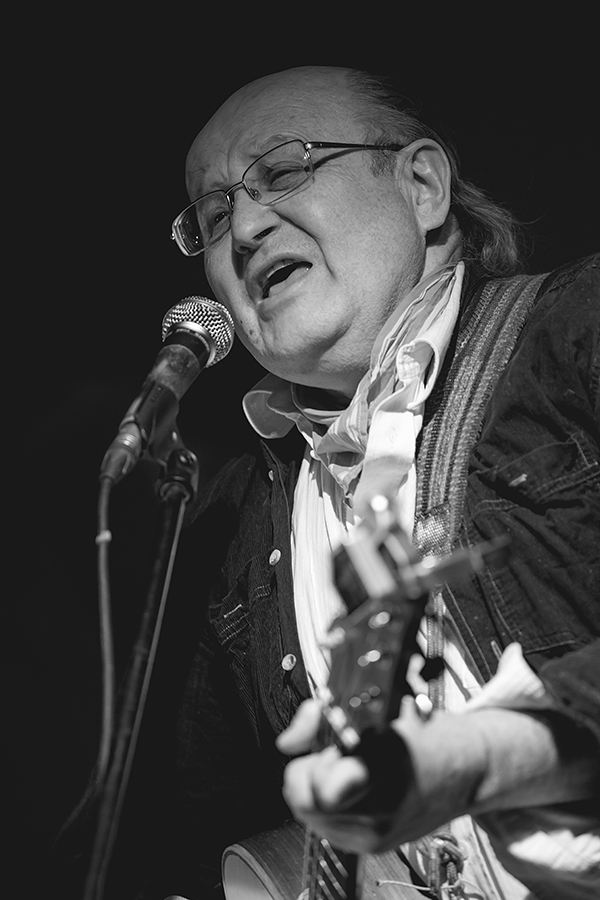
Jacek Kleyff (2014)

Jacek Kleyff (* 1. August 1947 in Warschau) ist ein polnischer Singer-Songwriter, Kabarettist, Schauspieler und Maler.
Der Sohn des Architekten und Hochschuldozenten Zygmunt Kleyff erhielt 1979 ein Diplom an der Fakultät für Architektur der Politechnika Warszawska. Er gehörte zu den wichtigsten Figuren der Studentenstreiks 1968 an der Technischen Universität, wodurch er die Aufmerksamkeit der polnischen Sicherheitsbehörden auf sich lenkte. Im gleichen gründete er mit Janusz Weiss und Michał Tarkowski das Kabarett Salon Niezależnych (Unabhängiger Salon), das umso beliebter wurde, je mehr es von den Behörden bekämpft wurde. Für das Kabarett schrieb er Lieder wie Huśtawki, Papkin, O niespełnionej miłości na terenie magazynu kółka rolniczego, Schulz und Listy do Leonarda Cohena. Nachdem seine Mitglieder die List 59 unterschrieben haben, wurde die Arbeit des Salon Niezależnych 1976 verboten.
Anfang der 1980er Jahre lebte KLeyff als Maler auf einem Dorf bei Lublin. Ab 1987 gehörte Kleyff als Mitbegründer und Autor dem Orkiestra Na Zdrowie an. Viele seiner Texte wurden von der Zensur entfernt, die Künstler wurden überwacht. Kleyffs Lieder wurden im Untergrund in Songbooks und auf Kassetten verbreitet. Ab 1989 unterrichtete er an der Sozialschule in Bednarska und produzierte gelegentlich Programme im Polnischen Rundfunk.
1995 trat er beim Festival Przystanek Woodstock in Czymanowo auf und erhielt dort den Hauptpreis des Publikums. 2003–04 führte er am Warschauer Studio-Theater mit dem Orkiestra Na Zdrowie das Stück Kinoteatrzyk Jacka Kleyffa i Michała Tarkowskiego auf. 2000 veröffentlichte er das autobiografische Buch Jacek Kleyff, 2008 war er Coautor des Buches Salon Niezależnych. 2003 wurde er mit dem Offizierskreuz des Orden Polonia Restituta ausgezeichnet.

## Rezeption
Der Schriftsteller Andrzej Stasiuk beschreibt im Kurzessay JK Kleyffs kulturelle Bedeutung.